# Kommando Elefant
Kommando Elefant ist eine Indie-Pop/Indie-Elektro Band aus Wien.

## Geschichte
Kommando Elefant wurde 2007 von Alf Peherstorfer gegründet. Mit selbstaufgenommenen Demosongs wurden erste Konzerte zuerst als Duo (mit Bernhard Luis Pasching) vor allem in Deutschland gespielt. Das Debütalbum Kaputt, aber glücklich wurde 2008 von Alexander Nefzger (u. a. Clara Luzia, Mika Vember, André Heller) und Florian Pilz produziert und auf Asinella Records veröffentlicht und bekam mit den Stücken Wittgenstein und Evelyne die ersten FM4 Radio Einsätze. Im selben Jahr nahm die Band mit dem Song Die Bosse am Vorfinale des Protestsongcontests teil.
Das Nachfolge-Album Kommt wir hauen Granaten rein, das kleine bißchen Leben wurde 2010 via LasVegas Records veröffentlicht und enthielt mehrere Radio- und Video-Erfolge. Die Single Alaska platzierte sich u. a. auf Platz 4 der FM4 sowie Platz 2 der Austrian Indie Charts. Die zweite Single-Auskoppelung Falsche Helden erreichte Platz 5 der FM4 Charts. 2010 eröffnete die Band das Frequency Festival. In diesem Jahr wurde die Band auch für die Top 5 FM4 Alternative Award beim Amadeus Austrian Music Award nominiert.
Im April 2012 wurde das dritte Album Scheitern als Show veröffentlicht mit der Vorabsingle Sternenmarie. Die nächste Singleauskopplung Wir sprengen Krokodile kam in den Austrian Indie Charts auf Platz 2. Im Herbst 2012 tourte die Band mit der FM4-Soundpark Tour.
Im November 2013 veröffentlichten Peherstorfer und Pasching Das große Elefantenlesebuch via Milena Verlag. „Ein Potpourri des Wahnsinns“, wie sie es nennen, aus Songtexten, Kurzgeschichten, Rezepten, Zeichnungen, Traumaufzeichnungen usw. Peherstorfer und Pasching sind seitdem auf stetiger Lesereise und haben bereits in Clubs (Rhiz, Stadtwerkstatt), auf Buchmessen (u. a. Buch Wien) oder auf Lesefestivals wie u. a. dem Lesefest Villach gelesen. Die Lesungen werden von einer Powerpoint-Präsentation und von Liedern auf zwei akustischen Gitarren begleitet und werden dem absurden Theater zugeordnet.
Im November 2014 wurde das vierte Album Lass uns Realität veröffentlicht. Produziert wurde das Album von Matthias Jakisic, Komponist am Burgtheater sowie der Salzburger Festspiele. Weiters hat er bereits mit u. a. Bauchklang, Archive oder Depeche Mode zusammengearbeitet. Die erste Singleauskopplung Ich find dich seltsam, eine Hommage an Die Antwoord – I finky u freeky, stieg sofort auf Platz 2 der Austrian Indie Charts ein, und erreichte Platz 8 der FM4 Charts.
Sie sind eine von 16 Bands, die sich für Österreich für die Teilnahme beim Eurovision Song Contest 2015 einer ausgewählten Fachjury stellten. Beim österreichischen Vorentscheid sind sie in der ersten Sendung ausgeschieden.
2017 wurde das fünfte Album Herz und Anarchie veröffentlicht, diesmal selbst produziert. Die Singles In all den abgefuckten Clubs und Dein letztes Comeback erreichten jeweils Platz 1 der österreichischen Indiecharts sowie Platz 5 bzw. Platz 17 der FM4 Charts.
2020 wurde das Album Seltene Elemente veröffentlicht. Die Singe Über Wien erhielt gutes Airplay auf Deutschlandradio.
2023 wurde das Album Sieben veröffentlicht und hielt sich einige Monate auf Plazt 1 der öst. Indiecharts. Die Single-Auskoppelung Ich halt die Zeit an erhielt u. a. Radio-FM4-Airplay, erreichte Platz 12 der FM4-Charts und wurde in die Top 50 Jahrescharts von Radio Eins (Berlin) gewählt.

## Stil
War der Stil der Band am Anfang eher dem Singer/Songwritertum mit elektronischen Elementen zuzuordnen, so ist das vierte Album nun bedeutend elektronischer und auch tanzbarer geworden. Sie beschreiben ihren Stil als „Broken Pop“ – „Zwischen Party und Melancholie, mit Herz und Anarchie“. Das fünfte Album griff wieder die frühen Stärken auf und vereinte akustische mit elektronischen Elementen.

## Gesellschaftliches Engagement
Die Band tritt immer wieder für Veranstaltungen für karitative Organisationen wie Ute Bock, gegen den Akademikerball, für Flüchtlingshilfe, für Zivilcourage ein. Obwohl die Band selbst sich keiner Partei zuordnet, so ist die politische Haltung klar links.

## Diskografie

### Singles
- 2008: Wittgenstein
- 2009: Evelyne
- 2010: Alaska
- 2010: Falsche Helden
- 2010: Letzter Sommer
- 2011: Party bis zum Untergang feat. Georgij Makazaria (Russkaja)
- 2012: Sternenmarie
- 2012: Wir sprengen Krokodile
- 2012: Fluchtpunkt Kairo
- 2014: Ich find dich seltsam
- 2015: Es geht immer, das bisschen schlimmer
- 2016: In all den abgefuckten Clubs
- 2017: Dein letztes Comeback
- 2017: Zentrum der Nacht
- 2020: Über Wien
- 2021: Amateure
- 2022: Bis der Morgen
- 2023: Submarine
- 2023: Ich halt die Zeit an
- 2023: Spaceship Euphorie
- 2024: Halluzinationen

### Alben
- 2008: Kaputt, aber glücklich (Asinella Records)
- 2010: Kommt wir hauen Granaten rein. Das kleine bisschen Leben. (LasVegas Records)
- 2012: Scheitern als Show (LasVegas Records)
- 2014: Lass uns Realität (LasVegas Records)
- 2017: Herz und Anarchie (LasVegas Records/Universal)
- 2020: Seltene Elemente (LasVegas Records)
- 2023: Sieben (LasVegas Records)

## Bibliografie
- 2013: Das große Elefantenlesebuch (Milena Verlag)